# Anomala foraminosa
Anomala foraminosa är en skalbaggsart som beskrevs av Bates 1888. Anomala foraminosa ingår i släktet Anomala och familjen Rutelidae. Inga underarter finns listade i Catalogue of Life.